# Demetrio Láscaris Leontario
Demetrio Láscaris Leontario (en griego: Δημήτριος Λάσκαρις Λεοντάρης, fallecido el 6 de septiembre de 1431) fue un importante estadista y jefe militar bizantino de principios del siglo XV, que sirvió bajo los emperadores Manuel II Paleólogo y Juan VIII Paleólogo.

## Biografía
No se sabe nada de los primeros años de Leontario, excepto una declaración del historiador Ducas de que había servido con distinción como oficial en la Morea y Tesalia en la década de 1390. Leontario aparece por primera vez en las fuentes históricas en 1403. Como amigo cercano y agente de confianza de Manuel II, escoltó a Juan VII Paleólogo a Tesalónica, la segunda ciudad del Imperio bizantino, que a Juan VII se le había otorgado como un principado semiindependiente por Manuel. Leontario permaneció en la ciudad y sirvió como consejero de Juan VII y enlace con Manuel II hasta la muerte del primero en 1408. En este punto, Manuel lo colocó como tutor y regente de su joven hijo, el déspota Andrónico Paleólogo, quien sucedió a Juan VII como gobernador de Tesalónica.
Leontario permaneció en Tesalónica como su gobernador efectivo hasta 1415 o 1416, cuando el príncipe otomano Mustafa Çelebi y Juneid de Aydın huyeron a la ciudad después de un intento fallido de apoderarse de los dominios europeos otomanos de Mehmed I. Mehmed exigió la rendición del rebelde, pero Leontario lo remitió a Manuel II en Constantinopla. Finalmente, se llegó a un acuerdo por el cual Mustafa se mantendría en el exilio en la isla bizantina de Lemnos y Juneyd en Constantinopla, a cambio de un subsidio anual de trescientos mil aspers. El propio Leontario escoltó a Mustafa en el barco hasta Constantinopla.
A finales de 1420 o principios de 1421 y nuevamente en mayo de 1421, Leontario fue enviado por Manuel II a la corte de Mehmed I en misiones de buena voluntad, a medida que aumentaban los informes de preparativos para un ataque otomano a Constantinopla. El primer encuentro ocurrió durante un cruce del Bósforo por Mehmed. Leontario, a la cabeza de un grupo de aristócratas y funcionarios bizantinos y provisto de regalos, se reunió con Mehmed en el suburbio constantinopolitano de Cutulo (probablemente el actual Kurtuluş) y lo escoltó a Diplocionio (actual Beşiktaş), donde el emperador y sus hijos esperaban en su galera. La segunda reunión fue una embajada completa en la residencia del sultán en Adrianópolis en mayo de 1421, quizás relacionado con una supuesta enmienda en el testamento de Mehmed que hubiera hecho a Manuel tutor de sus dos hijos menores. Leontario fue recibido cordialmente, pero la muerte de Mehmed el 21 de mayo impidió las negociaciones. Para evitar otra lucha por la sucesión, su muerte se mantuvo en secreto durante un tiempo y Leontario se encontró prácticamente bajo arresto domiciliario. Solo con dificultad logró enterarse de la noticia de la muerte del sultán e informar a Constantinopla.
Tras la muerte de Mehmed, el partido halcón en la corte bizantina, encabezado por el hijo de Manuel II y coemperador Juan VIII, se convirtió en ascendente, y Manuel II le entregó el control efectivo del estado. Leontario liberó a Mustafa y Juneyd de su exilio, y al príncipe otomano se le prometió apoyo imperial contra Murad II si entregaba la importante fortaleza de Galípoli. Con el apoyo bizantino, Mustafa sitió y tomó Galípoli, y logró establecer rápidamente su autoridad sobre los dominios europeos de los otomanos. Sin embargo, cuando Leontario fue enviado a exigir Galípoli a Mustafa, fue rechazado. En el evento, Mustafa fue derrotado por Murad en la primavera de 1422, abandonado por sus seguidores, capturado y ejecutado.
Leontario aparece de nuevo en 1427, cuando encabezó la armada bizantina en su última victoria naval, sobre las fuerzas de Carlo I Tocco en la batalla de las Equínadas. Más tarde se retiró a un monasterio, bajo el nombre monástico de Daniel, y murió probablemente el 6 de septiembre de 1431. Fue enterrado en el monasterio de Petra en Constantinopla. Marcos Eugénico y Genadio Escolario escribieron elogios fúnebres en su honor.

## Descendencia
Poco se sabe sobre su familia, excepto que tenía hermanos y estaba casado, teniendo un hijo conocido, Juan Láscaris Leontario.